# Estanislao Ortega
José Estanislao Ortega (Macuelizo; 16 de noviembre de 1950) es un exfutbolista hondureño que jugaba de centrocampista.

## Clubes
| Club             | País     | Año       |
| ---------------- | -------- | --------- |
| Olimpia          | Honduras | 1967-1972 |
| Real España      | Honduras | 1972-1979 |
| Atlético Morazán | Honduras | 1979-1981 |

## Palmarés

### Títulos nacionales
| Título        | Equipo  | País     | Año     |
| ------------- | ------- | -------- | ------- |
| Liga Nacional | Olimpia | Honduras | 1967-68 |
| Liga Nacional | Olimpia | Honduras | 1969-70 |
| Liga Nacional | Olimpia | Honduras | 1971-72 |
| Liga Nacional | España  | Honduras | 1974-75 |
| Liga Nacional | España  | Honduras | 1975-76 |
| Liga Nacional | España  | Honduras | 1976-77 |